# Отделение физических наук РАН

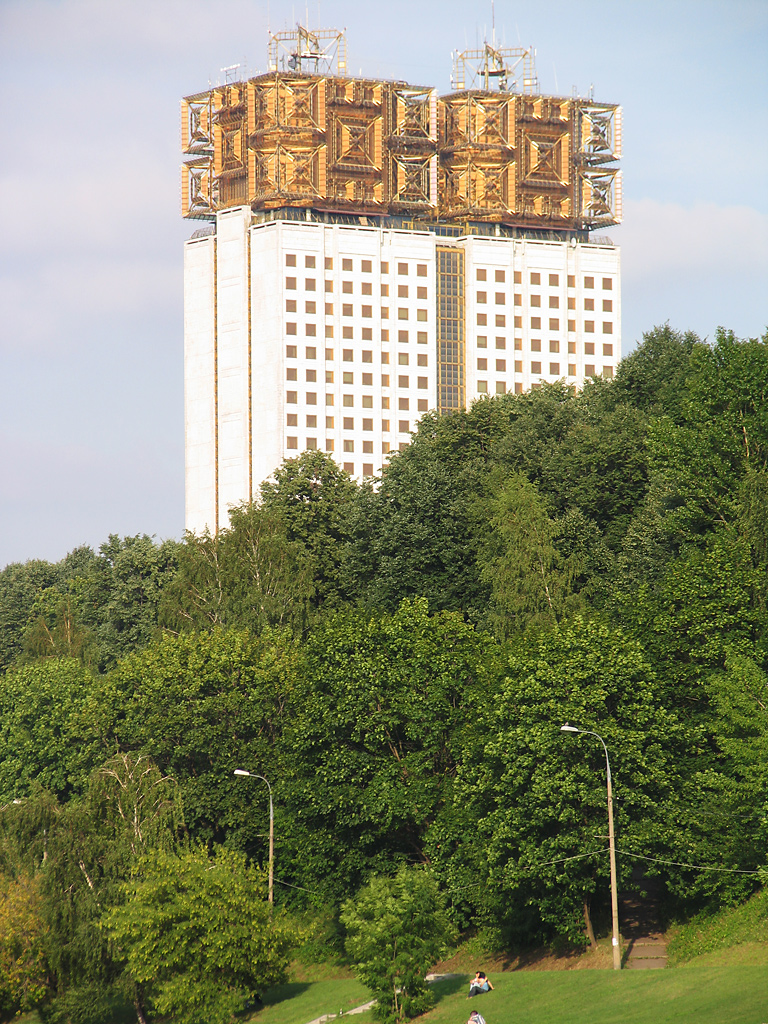
Отделение физических наук располагается в здании РАН на Воробьёвых горах в Москве

Отделе́ние физи́ческих нау́к Росси́йской акаде́мии нау́к (ОФН РАН) — структурное подразделение Российской академии наук, в состав которого входят академики, чьи научные интересы лежат в области физики и астрономии, а также научные учреждения, исследования которых посвящены физическим проблемам.
Академиком-секретарём отделения с 2013 года является Иван Александрович Щербаков. Его предшественниками были академики А. Ф. Андреев (2002—2008) и В. А. Матвеев (2008—2013).

## Организационная структура
Структурно состоит из бюро (в состав которого входит около 30 академиков и членов-корреспондентов РАН) и двух секций:
- Секция общей физики и астрономии[2]
- Секция ядерной физики

### Научные организации
| Название организации                                                                     | Сокращённое название | Научный центр | Год основания | Город           | Директор          |
| ---------------------------------------------------------------------------------------- | -------------------- | ------------- | ------------- | --------------- | ----------------- |
| Главная астрономическая обсерватория РАН                                                 | ГАО РАН              | СПбНЦ РАН     | 1839          | Санкт-Петербург | Н. Р. Ихсанов     |
| Институт астрономии РАН                                                                  | ИНАСАН               |               | 1936          | Москва          | М. Е. Сачков      |
| Институт земного магнетизма, ионосферы и распространения радиоволн им. Н. В. Пушкова РАН | ИЗМИРАН              | ТНЦ РАН       | 1944          | Троицк          | В. Д. Кузнецов    |
| Институт космических исследований РАН                                                    | ИКИ РАН              |               | 1965          | Москва          | А. А. Петрукович  |
| ФНИЦ «Кристаллография и фотоника» РАН                                                    | ИК РАН               |               | 1944          | Москва          | О. А. Алексеева   |
| Институт общей физики им. А. М. Прохорова РАН                                            | ИОФ РАН              |               | 1982          | Москва          | С. В. Гарнов      |
| Институт прикладной астрономии РАН                                                       | ИПА РАН              | СПбНЦ РАН     | 1987          | Санкт-Петербург | Д. В. Иванов      |
| Институт прикладной физики РАН                                                           | ИПФ РАН              | ННЦ РАН       | 1976          | Нижний Новгород | Г. Г. Денисов     |
| Институт радиотехники и электроники им. В. А. Котельникова РАН                           | ИРЭ РАН              |               | 1953          | Москва          | С. А. Никитов     |
| Институт спектроскопии РАН                                                               | ИСАН                 | ТНЦ РАН       | 1968          | Троицк          | В. Н. Задков      |
| Институт теоретической физики им. Л. Д. Ландау РАН                                       | ИТФ                  | НЦЧ РАН       | 1964          | Черноголовка    | И. В. Колоколов   |
| Институт физики высоких давлений им. Л. Ф. Верещагина РАН                                | ИФВД РАН             | ТНЦ РАН       | 1958          | Троицк          | В. В. Бражкин     |
| Институт физики микроструктур РАН                                                        | ИФМ РАН              | ННЦ РАН       | 1993          | Нижний Новгород | З. Ф. Красильник  |
| Институт физики твёрдого тела РАН                                                        | ИФТТ РАН             | НЦЧ РАН       | 1963          | Черноголовка    | А. А. Левченко    |
| Институт физических проблем им. П. Л. Капицы РАН                                         | ИФП РАН              |               | 1934          | Москва          | А. И. Клеев       |
| Институт ядерных исследований РАН                                                        | ИЯИ РАН              | ТНЦ РАН       | 1970          | Троицк          | М. В. Либанов     |
| Казанский физико-технический институт им. Е. К. Завойского КазНЦ РАН                     | КФТИ КазНЦ РАН       | КазНЦ РАН     | 1945          | Казань          | К. М. Салихов     |
| Научный центр волоконной оптики РАН                                                      | НЦВО РАН             |               | 1993          | Москва          | С. Л. Семёнов     |
| Специальная астрофизическая обсерватория РАН                                             | САО РАН              |               | 1966          | Нижний Архыз    | Г. Г. Валявин     |
| Физико-технический институт им. А. Ф. Иоффе РАН                                          | ФТИ им. Иоффе РАН    | СПбНЦ РАН     | 1918          | Санкт-Петербург | С. В. Иванов      |
| Физический институт им. П. Н. Лебедева РАН                                               | ФИАН                 |               | 1934          | Москва          | Н. Н. Колачевский |

### Учреждения под научно-методическим руководством
- Акустический институт им. ак. Н. Н. Андреева
- Институт космофизических исследований и аэрономии им. Ю. Г. Шафера СО РАН (ЯНЦ СО РАН)
- Институт лазерной физики СО РАН (ННЦ СО РАН)
- Институт сильноточной электроники СО РАН (ТНЦ СО РАН)
- Институт физики им. Л. В. Киренского СО РАН (КНЦ СО РАН)
- Институт физики им. Х. И. Амирханова Дагестанского НЦ РАН (ДНЦ РАН)
- Институт физики металлов УрО РАН
- Институт физики молекул и кристаллов УНЦ РАН (УНЦ РАН)
- Институт электрофизики УрО РАН
- Институт ядерной физики им. Г.И. Будкера СО РАН (ННЦ СО РАН)
- Полярный геофизический институт Кольского НЦ РАН (КолНЦ РАН)
- ФГУП «ГНЦ РФ Институт теоретической и экспериментальной физики»
- * ФГУП Научно-производственное объединение «Орион»
- ФГУП «Специальное конструкторское бюро Института радиотехники и электроники Российской академии наук»
- Федеральное государственное научное учреждение «НИРФИ»
- Физико-технический институт Удмуртского НЦ УрО РАН

### Национальные комитеты
- Национальный комитет российских астрономов
- Национальный комитет российских кристаллографов
- Национальный комитет российских физиков
- Российский национальный комитет Международного научного радиосоюза
- Российский национальный комитет Международной комиссии по оптике

### Научные советы
- Научный совет по комплексной проблеме «Космические лучи»
- Научный совет по нейтринной физике
- Научный совет по прикладной ядерной физике
- Научный совет по ускорителям заряженных частиц
- Научный совет по физике атомного ядра
- Научный совет по физике электромагнитных взаимодействий
- Научный совет РАН по акустике
- Научный совет РАН по астрономии
- Научный совет РАН по люминесценции
- Научный совет РАН по нелинейной динамике
- Научный совет РАН по оптике и лазерной физике
- Научный совет РАН по радиационной физике твёрдого тела
- Научный совет РАН по распространению радиоволн
- Научный совет РАН по релятивистской и сильноточной электронике
- Научный совет РАН по спектроскопии атомов и молекул
- Научный совет РАН по физике конденсированных сред
- Научный совет РАН по физике низких температур
- Научный совет РАН по физике плазмы
- Научный совет РАН по физике полупроводников
- Научный совет РАН по физике солнечно-земных связей
- Научный совет РАН по физике солнечной системы
- Научный совет РАН по физике электронных и атомных столкновений
- Научный совет РАН по физической электронике
- Научный совет РАН по электронной микроскопии

## Международное сотрудничество
Организовано международное сотрудничество с Международным союзом теоретической и прикладной физики (IUPAP) и Европейским физическим обществом, а также по программе Международного сотрудничества институтов.

## Журналы
Отделением выпускается серия физических журналов. Среди них:
- Физика плазмы РАН
- Акустический журнал
- Астрономический вестник. Исследования солнечной системы
- Астрономический журнал
- Астрофизический бюллетень
- Геомагнетизм и аэрономия
- Дефектоскопия (журнал УрО РАН)
- Журнал технической физики
- Журнал экспериментальной и теоретической физики
- Известия Российской академии наук. Серия физическая
- Кристаллография
- Оптика и спектроскопия
- Письма в Журнал технической физики
- Письма в Журнал экспериментальной и теоретической физики
- Письма в Астрономический журнал
- Поверхность. Рентгеновские, синхротронные и нейтронные исследования
- Приборы и техника эксперимента
- Радиотехника и электроника
- Успехи физических наук
- Физика и техника полупроводников
- Физика металлов и металловедение (журнал УрО РАН)
- Физика твёрдого тела
- Ядерная физика